# Каз (приток Тельбеса)

Каз — река в России, протекает по территории Казского городского поселения в Таштагольском районе Кемеровской области. Устье реки находится в 36 км по левому берегу от устья реки Тельбес. Длина реки составляет 10 км. Притоки: Восточный Каз и Средний Каз.

## Данные водного реестра
По данным государственного водного реестра России относится к Верхнеобскому бассейновому округу, водохозяйственный участок реки — Кондома, речной подбассейн реки — Томь. Речной бассейн реки — (Верхняя) Обь до впадения Иртыша.